# Loyang Tua Pek Kongtempel
Loyang Tua Pek Kongtempel is een Chinese tempel (daoïstisch/boeddhistisch), hindoeïstische tempel en moskee in Singapore. De tempel is gewijd aan de taoïstische god Tua Pek Kong. De tempel werd in de jaren tachtig van de vorige eeuw gesticht. De tempel heeft beelden van het boeddhisme, hindoeïsme en taoïsme. Ook heeft de tempel een moslim kramat (schrijn). In 1996 vond er een brand plaats die alle beelden, behalve die van Tua Pek Kong, verwoeste. Al snel werd een nieuwe tempel gebouwd. Het tempelcomplex beslaat 1400 m².
De tempel leeft van publieke donaties. Het aantal bezoekers ligt rond de 20.000 per maand. De tempel accepteert godenbeelden, deze kunnen gelovigen krijgen in ruil voor een donaties. In het tempelcomplex staat een 2 meter hoge beeld van de hindoegod Ganesha. Men zegt dat dat het hoogste Ganeshabeeld van Singapore is. 